# Азучи-Момојама период
Период Азучи-Момојама (1568—1600) је један од периода јапанске историје. То је период поновног уједињавања Јапана. Током тог периода Кјотом владају Ода Нобунага и Тојотоми Хидејоши. Име потиче од двораца које су саградили  први велики ујединитељи земље: Азучи (поред језера Бива) саградио је Ода Нобунага, а Момојаму (у Кјоту) његов наследник Тојотоми Хидејоши.
У том периоду долази до масовније употребе ватреног оружја, развоја и унутрашње и спољне трговине.
Након уједињења Јапана, Тојотоми Хидејоши је покушао да освоји Кину.

## Сажетак
Између 1560. и 1600. појавиле су се три јаке личности, моћни генерали који побеђују завађене и ратоборне даимјо самураје и поново уједињују Јапан.
То су били Ода Нобунага (1534—1582), Тојотоми Хидејоши (1536—1598) и Ијејасу Токугава (1542—1616). Док су били на врхунцу моћи сваки од њих настојао је добити подршку од цара.
Азучи-Момојама период је задњи део периода зараћених држава. Период почиње уласком Оде Нобунаге у Кјото 1568. и поновном успоставом шогунат Ашикагаа под водством задњег шогуна из тог шогуната Јошијакија Ашикаге. Марионетски шогунат је трајао пет година, док Нобунага није 1573. протерао Ашикагу.
Године 1582. Нобунагин генерал Акечи Мицушида присиљава Нобунагу да изврши сепуку (харакири). Тојотоми Хидејоши побеђује Мицушиду 13 дана касније у бици код Јамазакија. Због релативно ниског порекла није добио титулу шогуна, него регента. Године Тојотоми Хидејоши 1590. коначно покорава цели Јапан
Кад је Тојотоми Хидејоши преминуо 1598, његов генерал Ијејасу Токугава је покушаво доћи на власт. После битке код Секигахаре 1600. Токугава је задобио тоталну власт над Јапаном и тиме је почео нови Едо период. Коначно 1603. добија титулу шогуна и успоставља Токугава шогунат.

## Ода Нобунага
Ода Нобунага је 1568, након победе над зараћеним фракцијама и даимјоима, ушао у Кјото и добио подршку цара да постави свога кандидата за шогуна. Нобунага на тај начин контролише шогунат.
У почетку су се Нобунаги супротстављали будистички монаси, ривалски даимјо самураји и непријатељски расположени трговци.
Нобунага је најпре ударио на милитантне будисте, уништио је њихов манастирски центар близу Кјота и убио је хиљаде монаха 1571.
До 1573. побеђује локалне даимјо противнике. Протерује задњег шогуна и тиме почиње период Азучи-Момојама (1573—1600).

### Мења начин вођења рата
Нобунага је променио начин на који се воде битке. У Јапану се почиње користити ватрено оружје, гвоздени бродови, утврђивање замкова. Напушта дотадашњи систем по коме се чин у војсци добија по пореклу. Уводи јак елеменат заслуга у рату за стицање чина. 
Нобунага гради замак на 7 спратова, окружен каменим зидовима на обали језера Бива. Замак се могао одупрети вишеструким опсадама ватреним оружјем. Сам замак је постао симбол поновног уједињења Јапана. 

### Унапређује трговину укидањем монопола
Ода Нобунага укида монополе и локалне баријере за трговину. Тиме доводи до процвата трговине и прихода. Ојачава везе Јапана са светом. Међународна трговина се шири на више земаља, а не само на Кину.
Трговце и религиозне заједнице утерује под војну контролу. Уводи административну праксу систематске организације насеља, сакупљања пореза и стандардних мера. Он је ратним дејствима осигурао потпуну контролу над већином региона.
У међувремену даимјо вође, било да су му противници или савезници, праве утврђене замкове и модернизују војску.

### Наставак рата и Нобунагина смрт
После 1573, главни противник Нобунаге је био Такеда клан, кога коначно уништава 1582. У бици код Нагошина 1575, Ода Нобунага и Ијејасу Токугава наносе тежак пораз клану Такеда стратешком употребом мускета. Мускете су се споро пуниле тако да би између два пуњења пушке било много времена, толико да онај ко пуни пушку буде убијен. Нобунага користи мускетаре у три линије. Док један ред пуца, друга два реда пуне. Набавио је италијанске мускете, које су много ефикасније пробијале јапански оклоп од јапанских.
Победом над кланом Такеда Нобунага је сломио најјачи клан, који је био на путу уједињења Јапана.
Те исте године у једној бици, Нобунага је издан и опкољен 1582. те присиљен да изврши сепуку.

## Тојотоми Хидејоши
Нобунагин генерал Тојотоми Хидејоши преузима контролу након Нобунагине смрти. Био је релативно ниског порекла, па није могао бити шогун, него постаје регент. Наставља борбу за уједињење Јапана на Шикоку и Кјушуу. Са армијом од 200.000 људи побеђује у опсади Одаваре 1590. ривалски клан Хођо, који је контролисао подручје Канто на истоку Хоншуа.
Преостали даимјои капитулирају и тиме је завршено уједињење Јапана.

### Разни облици контроле територија
Сав је Јапан био контролисан или од стране Тојотоми Хидејошија или од стране његових вазала. Земља је била уједињена, али је била децентрализована. Расподела територије одређивала је моћ. Богатство се мерило помоћу кокуа. Један коку је 180 литара риже.
Даимјо је био онај који је поседовао земље, која даје бар 10.000 кокуа пиринча. Хидејоши је лично контролисао 2 милиона од укупно 18,5 милиона кокуа. Моћни Токугава Ијејасу је контролисао 2 милиона.
Иако је био толико моћан Хидејоши није био потпуно сигуран. Нове територије давао је верним вазалима као што је био Токугава.
Жене или наследници оних даимјо господара, којима није веровао, били су таоци у његовом замку у Осаки. Користио је вјенчања као начин ојачавања веза са одређеним даимјоима. Године 1590. проглашава да само самураји могу носити оружје. Забрањује сељацима да носе оружје, да би спречио нове грађанске ратове.
Хидејоши 1591. године предаје регентство свом сину. При крају живота настоји формализирати расподелу моћи формирајући одређена административна тела. Формира петочлани регентски савет од пет најмоћнијих даимјоа (један од чланова је Токугава), који треба одржавати мир и подржавати Тојотоми Хидејошија.
Године 1583. гради чувени Осака замак.

### Контрола над Нагасакијем
Тојотоми Хидејоши је заузео Нагасаки 1577, највећу јапанску луку за контакт са спољним светом. Преузео је контролу над трговинским савезима и настојао је да регулише прекоморске активности. Послао је трговачке мисије на Филипине, Малезију и Тајланд.
Сумњао је у намере католика у Јапану, тако да није веровао даимјоима који су постали католици, а неке мисионаре је и убио.

## Покушај освајања Кине
Тојотома Хидејоши је желио освојити Кину. Године 1592. са 200.000 војника врши инвазију Кореје, која је била богато краљевство у савезу са Кином. Брзо је освојио Корејско полуострво. Онда су наступиле заједничке корејско-кинеске снаге, тако да више није могао напредовати. Пораз у поморској бици и застој присили су га на преговоре са Кином. Хидејоши је тражио поделу Кореје, статус слободне трговине и кинеску принцезу. Кинези су одбили захтеве.
Другу инвазију је извршио 1597, али инвазија је заустављена смрћу Тојотоми Хидејошија.